# Rankinov cikel
Rankinov ali Clausius-Rankinov cikel je model, s katerim se lahko napove  učinek parnih turbin. Teoretično je uporaben tudi za parne stroje, na primer na parnih lokomotivah. Rankinov cikel je idealiziran termodinamski cikel toplotnega stroja, ki preko faznih sprememb delovne tekočine pretvarja toploto v mehansko delo. Toplota se v sistem dovaja od zunaj, delovna tekočina pa je najpogosteje voda. Cikel je dobil ime po škotskem polihistorju Williamu Johnu Macquornu Rankinu, profesorju Glasgowske univerze.

## Opis
Rankinov cikel dobro opisuje procese, ki se dogajajo v parnih strojih, zlasti v parnih turbinah termoelektrarn. Vir toplote v termoelektrarnah je običajno zgorevanje fosilnih goriv, na primer premoga, nafte in zemeljskega plina, ali jedrska energija. 
Učinkovitost Rankinovega cikla je omejena z visoko izparilno toploto delovne tekočine. Dokler tlak in temperatura v parnem kotlu ne dosežeta nadkritičnih vrednosti, lahko cikel deluje na zelo majhnem temperaturnem območju: temperatura pare na vstopu v parno turbino je običajno okoli 565 °C, temperatura kondenzatorja pa okoli 30 °C. Ti temperaturi določata maksimalni Carnotov izkoristek parne turbine, ki znaša okoli 63.8%. Realni toplotni izkoristki sodobnih termoelektrarn na premog dosežejo  vrednosti do 42%. Nizka vstopna temperatura v primerjavi s plinsko turbino se pogosto porablja za izkoriščanje sicer odpadne toplotne energije v kombiniranih plinsko-parnih  termoelektrarnah. 
Delovna tekočina v Rankinovem ciklu kroži. Vodna para, ki se pogosto vali iz termoelektrarn, nastaja v hladilnih sistemih in ne  v Rankinovem ciklu in predstavlja odpadno toploto, ki izhaja iz sistema in je na shemi in grafu T/S označena s Qout. Hladilni stolpi delujejo kot ogromni toplotni izmenjevalci, ki absorbirajo latentno izparilno toploto delovne tekočine. Voda je zelo primerna zato, ker je kemično stabilna, ni strupena, dostopna v velikih količinah, poceni in ne nazadnje zaradi njenih termodinamskih lastnosti.  S kondenziranjem delovne pare na izhodu iz turbine njen tlak pade, zato so za napajanje kotla potrebne visokozlačne črpalke, ki porabijo samo 1-3% moči turbine in s tem prispevajo k višjemu izkoristku. Pričakovali bi, da imajo plinske turbine zaradi visokih vstopnih temperatur (okoli 1500°C) mnogo višje izkoristke, vendar so  ti primerljivi z izkoristki velikih parnih sistemov. 

## Procesi v Rankinovem ciklu
V Rankinovem ciklu potekajo štirje procesi. Na grafu so oštevilčeni in  označeni z rjavo barvo:
• Proces 1-2: Delovna tekočina z nizkim tlakom se črpa v parni kotel z visokim tlakom. Ker je tekočina v tekočem agregatnem stanju, se za črpanje porabi malo energije.
• Proces 2-3: Tekočina se vbrizga v parni kotel, v katerem se pri konstantnem tlaku  z dovajanjem toplote segreje in upari do nasičene pare. Za to potrebna toplota se lahko izračuna grafično iz grafa entalpija-entropija (graf H-S ali  Mollierov diagram) ali numerično iz parnih tabel.
• Proces 3-4: Suha nasičena para  adiabatno ekspandira v parni turbini in proizvaja delo. Temperatura in tlak pare padeta, pri čemer lahko del pare kondenzira. Učinek tega procesa se izračuna iz že omenjenih grafov in tabel. 
• Proces 4-1: Mokra para vstopi v kondenzator, v katerem se pri konstantnem tlaku utekočini.
V idealnem Rankinovem ciklu morata bitu turbina in črpalka izentropni, se pravi da ne proizvajata nobene entropije in zato povečata neto učinka procesa. Če bi bila procesa 1-2 in 3-4 na grafu T/S prikazana z vertikalnima daljicama, bi bil proces zelo podoben Carnotovemu ciklu.  Prikazani Rankinov cikel preprečuje, da bi para po ekspanziji v turbini končala v pregretem področju, kar zmanjša energijo, ki jo odvedejo kondenzatorji.
Realni cikel vodne pare se razlikuje od idealnega Rankinovega cikla zaradi nepovratnosti procesov, ki jih povzročajo notranje trenje v tekočini in oddajanje toplote v okolico. Notranje trenje povzroči padec tlaka v parnem kotlu, kondenzatorju in cevovodih med komponentami sistema. Posledica notranjega trenja je manjši tlak pare na izstopu iz parnega kotla, kot bi pričakovali. Toplotne izgube zmanjšujejo izkoristek procesa, ker mora biti za enak učinek temperatura pare višja.

## Spremenljivke
| {\displaystyle {\dot {Q}}}                | Hitrost toplotnega toka v sistem ali iz njega (energija na enoto časa)                           |
| {\displaystyle {\dot {m}}}                | Hitrost masnega toka (masa na enoto časa)                                                        |
| {\displaystyle {\dot {W}}}                | Moč (energija na enoto časa)                                                                     |
| {\displaystyle \eta _{therm}}             | Termodinamski izkoristek procesa (neto izhodna moč na vloženo toplotno energijo, brez dimenzije) |
| {\displaystyle \eta _{pump},\eta _{turb}} | Izentropni izkoristek kompresije (napajalna črpalka) in ekspanzije (turbina), brez dimenzije     |
| {\displaystyle h_{1},h_{2},h_{3},h_{4}}   | Specifične entalpije v točkah 1 do 4 na grafu T/S                                                |
| {\displaystyle h_{4s}}                    | Končna specifična entalpija tekočine, če bi bila turbina izentropna                              |
| {\displaystyle p_{1},p_{2}}               | Tlak pred kompresijo in po njej                                                                  |

## Enačbe
Izkoristek enostavnega Rankinovega se lahko zapiše kot:
{\displaystyle \eta _{therm}={\frac {{\dot {W}}_{thermal}-{\dot {W}}_{}}{{\dot {Q}}_{in}}}\approx {\frac {{\dot {W}}_{turb}}{{\dot {Q}}_{in}}}.}
Vsaka od naslednjih štirih enačb[1] je izpeljana iz energijske in masne bilance za kontrolni volumen.  {\displaystyle \eta _{therm}} je termodinamski izkoristek cikla, definiran kot razmerje med koristnim delom in vloženo energijo. Ker je delo za pogon črpalk približno 1% koristnega dela, ki ga proizvede turbina, se enačba lahko poenostavi.
{\displaystyle {\frac {{\dot {Q}}_{in}}{\dot {m}}}=h_{3}-h_{2}}
{\displaystyle {\frac {{\dot {Q}}_{out}}{\dot {m}}}=h_{4}-h_{1}}
{\displaystyle {\frac {{\dot {W}}_{pump}}{\dot {m}}}=h_{2}-h_{1}}
{\displaystyle {\frac {{\dot {W}}_{turbine}}{\dot {m}}}=h_{3}-h_{4}}
Če moramo upoštevati izkoristke turbin in črpalk, moramo izračune prilagoditi delovnim pogojem.
{\displaystyle {\frac {{\dot {W}}_{pump}}{\dot {m}}}=h_{2}-h_{1}\approx {\frac {v_{1}\Delta p}{\eta _{pump}}}={\frac {v_{1}(p_{2}-p_{1})}{\eta _{pump}}}}
{\displaystyle {\frac {{\dot {W}}_{turbine}}{\dot {m}}}=h_{3}-h_{4}\approx (h_{3}-h_{4})\eta _{turbine}}

## Realni (neidealni) Rankinov cikel
V realnem okolju (izraz Rankinov cikel se uporablja samo za idealen cikel) komprimiranje v črpalkah in  ekspandiranje s turbini niso izentropni procesi. Z drugimi besedami – procesi niso reverzibilni, zato se entropija v obeh procesih poveča. To hkrati pomeni, da mora  biti moč črpalk večja, koristna moč turbine pa je manjša. 
Učinkovitost parne turbine je omejena zlasti s tvorbo vodnik kapljic. Ko para kondenzira, nastale vodne kapljice z veliko hitrostjo udarjajo v lamele turbine in povzročajo  jamice  in korozijo, ki zmanjšujejo učinkovitost turbine in njeno življenjsko dobo. Najlažji način za preprečenje teh težav je pregrevanje pare. Stanje 3 na desnem grafu T/S je fazna meja med paro in vodo, zato bo para po ekspanziji zelo mokra. S pregrevanjem pare se stanje 3 pomakne v desno in navzgor  (stanje 3’) zato bo para po ekspanziji bolj suha.